# Oskar Becker (Attentäter)

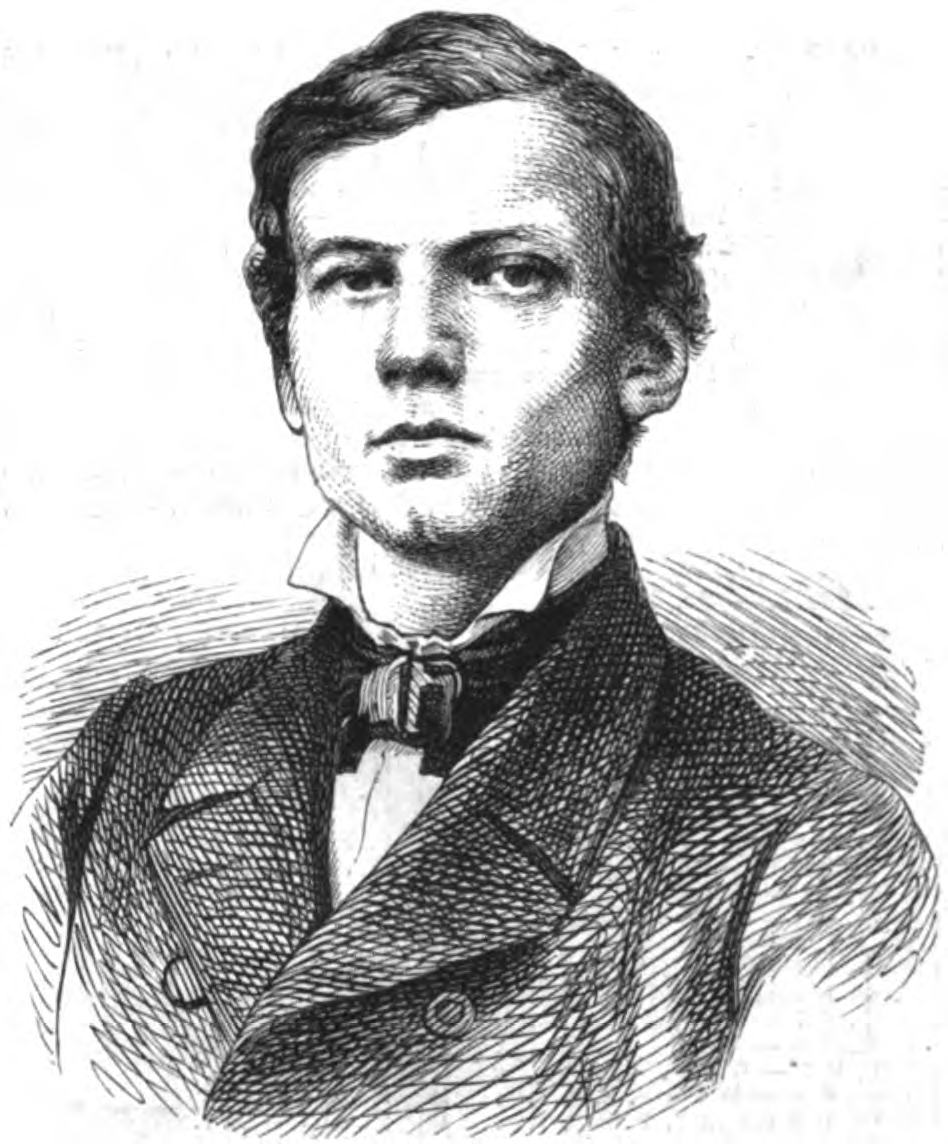
Der gescheiterte Attentäter: Oskar Becker

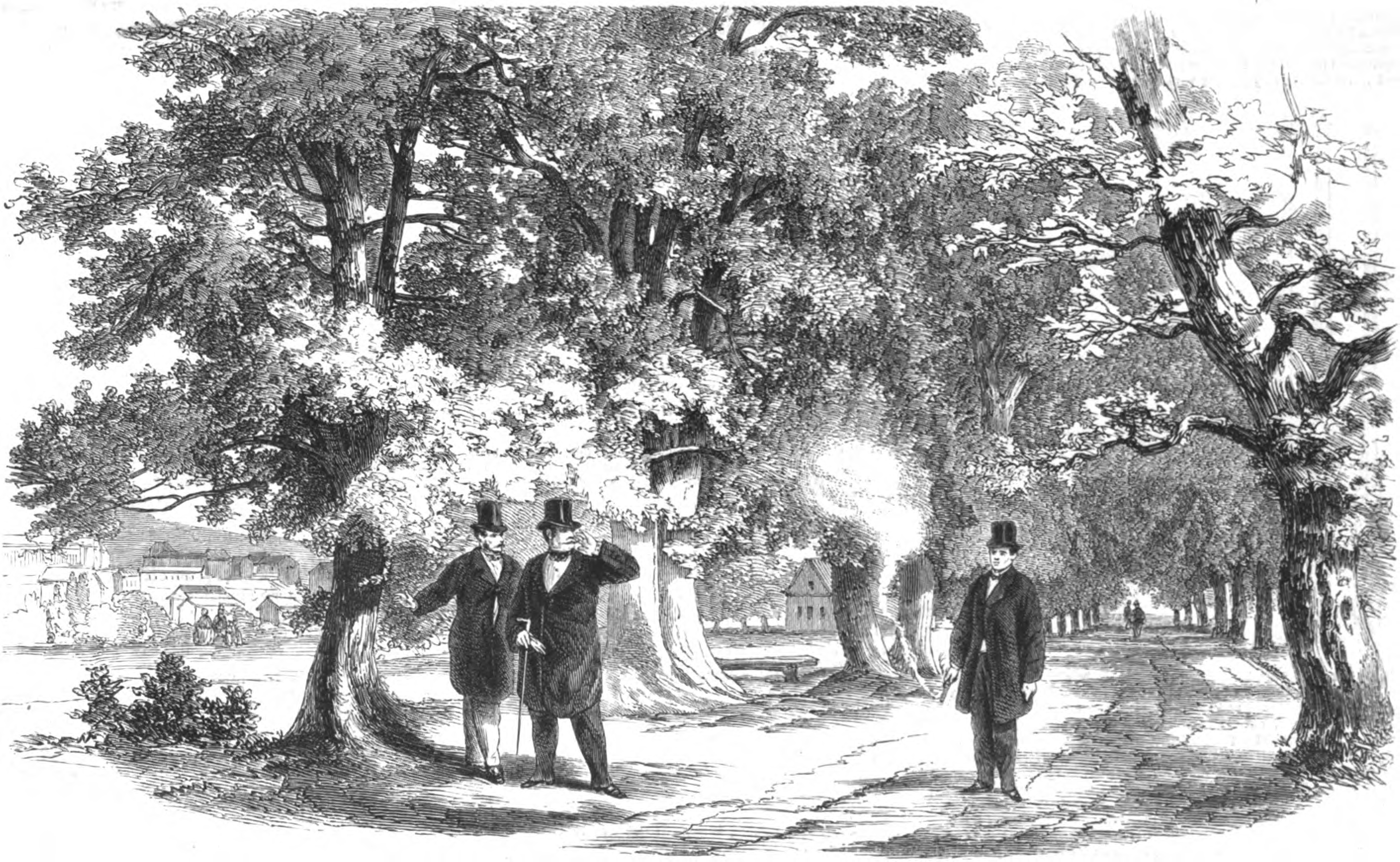
Am 14. Juli 1861 wurde auf den preußischen König, Wilhelm I. in der Lichtenthaler Allee in Baden-Baden ein Attentat verübt. Nachempfundene, zeitgenössische Darstellung der Szene aus der Illustrirten Zeitung.

Oskar Wilhelm Becker (russisch Оскар Вильгельм Беккер) (* 18. Juni 1839 in Odessa; † 16. Juli 1868 in Alexandria) wurde bekannt durch sein Attentat auf König Wilhelm von Preußen. Er ist der erste namentlich bekannte Attentäter, der einen Anschlag verübte auf Wilhelm I., damals König von Preußen und ab 1871 Deutscher Kaiser. 1849 hatte den seinerzeitigen Prinzen von Preußen ein unbekannter Schütze verfehlt. 1878 folgten kurz hintereinander die Attentate von Max Hödel und Karl Eduard Nobiling; diesem gelang es als einzigem, Wilhelm I. ernstlich zu verletzen. Ein vierter und letzter Anschlag, im Jahr 1883 von einer Anarchistengruppe um August Reinsdorf verübt, sollte ebenfalls scheitern.

## Jugend
Becker wurde in Odessa geboren, wo sein Vater Paul Adam von Becker Direktor des Lyceums war. Dessen erste Ehefrau und Oskar Beckers Mutter war Elise Wilhelmine Becker, geborene Dörstling (* 10. Februar 1818 Chemnitz; † 16. Januar 1844 Odessa). Der Vater hatte mit dem Aufstieg zum Wirklichen Kaiserlich Russischen Staatsrat (russisch действительный статский советник) den Adelstand erworben. Der Großvater Friedrich Wilhelm Becker (* 4. Januar 1773 in Oberlichtenau; † 21. Oktober  1847 in Kiew) stammte aus Sachsen; er wurde Lehrer, Kollegienrat, Oberlehrer der deutschen Sprache am Litauischen Gouvernementsgymnasium und später Professor für römische Literatur und Hofrat. Er zog zunächst ins Baltikum und später in die Ukraine. Seine Ehefrau war Anna Margarethe Friederike Becker, geborene von Hueck (* 4. Juli 1788 in Tallinn; † 30. Oktober 1847 in Kiew).
Mit vierzehn Jahren wurde Oskar Wilhelm Becker auf ein Gymnasium in Kiew geschickt, später besuchte er von 1856 bis 1859 das Evangelische Kreuzgymnasium in Dresden. Oskar Becker studierte seit 1859 in Leipzig unter anderem Staatswissenschaften, Mathematik und orientalische Sprachen. Oskar Becker war der Bruder von Carl Woldemar Becker und somit der Onkel der Malerin Paula Modersohn-Becker.

## Attentat, Verurteilung und Begnadigung
Im Sommer 1861 beschloss er, Wilhelm zu ermorden, der im Januar 1861 König von Preußen geworden war. Becker hielt ihn für ein Hindernis der Einigung Deutschlands. Er reiste am 12. Juli nach Baden-Baden, wo der König sich zur Kur aufhielt. Becker feuerte am Vormittag des 14. Juli in der Lichtenthaler Allee beide Läufe seines Terzerols auf den König ab, der zusammen mit dem preußischen Gesandten in Karlsruhe, Graf Flemming, dort entlangging. Die Kugel hatte den Hals des Königs linksseitig gestreift und eine Contusion von etwa 2½ cm Durchmesser verursacht; die „Stelle war mit Blut unterlaufen, die Verletzung aber ohne jede Gefahr“.
Becker ließ sich widerstandslos von Flemming festnehmen. Er trug ein Bekennerschreiben bei sich; darin stand zu den politischen Motiven seiner Tat:

„Baden, 13. Juli 1861.
 Das Motiv, weshalb ich Se. Maj. den König von Preußen erschießen werde, ist, daß derselbe die Einigkeit Deutschlands nicht herbeiführen kann und die Umstände überwältigen, daß die Einheit stattfindet; dieserhalb muß er sterben, daß ein anderer es vollbringt. Man wird mich um der That willen lächerlich machen oder für überspannt halten; ich aber muß die That vollziehen, um das deutsche Vaterland glücklich zu machen.
 Oskar Becker, stud. jur. aus Leipzig.“

Becker wurde vom Schwurgericht in Bruchsal zu 20 Jahren Zuchthaus verurteilt, aber schon im Oktober 1866 auf König Wilhelms Fürsprache hin begnadigt. 

## Letzte Jahre
Becker ging zunächst nach Belgien, wo er sich aber wieder politisch betätigte, was die preußische Gesandtschaft vor Ort nicht gerne sah. Er zog nach Chicago (USA), kehrte aber 1868 nach Europa zurück. Er starb im Juli 1868 im Alter von 29 Jahren in Alexandria.

## Werk
- Das Buch des Fürsten  (1859)